# キャンバス (+Plusの曲)
『キャンバス』は、+Plusの4枚目のシングルである。元々は2010年4月21日から発売された1枚目のアルバムからのシングルカットである。

## 概要（シングル盤）
- 前作から5ヶ月でのシングルとなる。
- CDとDVDの2枚組みとなっている。

## 収録曲（シングル盤）

### CD
1. キャンバス
作詞/作曲：+Plus　編曲：+Plus、Redwood Humberg Jr. 
  - 『家庭教師ヒットマンREBORN!』の17thエンディングテーマ
2. キャンバス (Instrumental)

### DVD
1. キャンバス (ミュージック・ビデオ)
2. キャンバス (メイキング映像)